# 아카시아쥐
아카시아쥐(Thallomys paedulcus)는 쥐과에 속하는 설치류의 일종이다. 보츠와나와 콩고민주공화국, 에티오피아, 케냐, 말라위, 모잠비크, 나미비아, 소말리아, 남아프리카공화국, 에스와티니, 탄자니아, 잠비아, 짐바브웨에서 발견된다. 자연 서식지는 아열대 또는 열대 기후 지역의 건조 관목 지대이다.